# Hundested Havn Station
Hundested Havn Station er en dansk jernbanestation i Hundested. Havnebanen blev anlagt 1923 og i 1928 blev der ført spor til Hundested-Rørvig færgen, så passagerer kan stå af direkte ved færgens anløbsplads. I 1938 blev etableret spor til Hundested-Grenå færgen.